# Iñaki Ruiz de Pinedo
Iñaki Ruiz de Pinedo Undiano (Vitoria, 23 de julio de 1954) es un sociólogo y político español de ideología independentista .

## Biografía
Profesor de sociología en la Universidad del País Vasco. En su juventud militó en el Partido Nacionalista Vasco, pero lo abandonó durante la Transición para ser uno de los fundadores en 1977 del partido HASI, que en 1978 se integró en Herri Batasuna (HB).
Ruiz de Pinedo fue elegido parlamentario vasco por Álava en la candidatura de HB durante cuatro elecciones autonómicas consecutivas, estando en el cargo entre 1980 y 1994, aunque solo acudió a las sesiones parlamentarias a partir de 1987, al igual que sus compañeros de coalición. Entre 1987 y 1994 fue el portavoz de la coalición abertzale en el Parlamento Vasco.
En 1981 fue detenido junto con Jokin Gorostidi, Miguel Castells y otros cargos electos de HB por cantar el Eusko gudariak durante una alocución del rey Juan Carlos I en la Casa de Juntas de Guernica. Volvió a ser detenido en 1983, junto con Jon Idigoras, después de una tertulia en Los desayunos del Ritz, acusados ambos de legitimar la lucha de ETA.
Fue miembro de la Mesa Nacional (dirección colegiada) de HB entre 1982 y 1996, cuando la abandonó al ser discrepante con la línea mayoritaria. Eso le alejó momentáneamente de la política.
Volvió a la política con la formación de la coalición Euskal Herritarrok (EH) como integrante de su candidatura por Álava en las elecciones al Parlamento Vasco de 1998, sin salir elegido. También fue candidato a la alcaldía de Vitoria por EH en 1999, resultando elegido concejal. Aunque su grupo retiró el apoyo a la declaración contra la violencia firmada por todos los grupos del ayuntamiento alavés, dimitió de concejal a finales de 2000 en desacuerdo con la línea de actuación de EH tras la ruptura de la tregua de ETA de 1998, ya que Ruiz de Pinedo fue proclive a la condena de la violencia de ETA porque suponía un obstáculo para la acción política de la izquierda nacionalista.
Desde entonces se mantuvo alejado de la primera línea de la política, hasta que fue elegido diputado en las elecciones generales de 2019, tras encabezar la lista electoral de Euskal Herria Bildu por Álava al Congreso.
Volvió a encabezar la candidatura de Euskal Herria Bildu por Álava en las elecciones generales de 2023, resultando de nuevo elegido. En enero de 2025 presentó su renuncia al escaño siendo sustituido por Mikel Otero.